# Federația Română de Pescuit Sportiv
Federația Română de Pescuit Sportiv (FRPS) este o structură sportivă de interes național ce desfășoară, organizează și promovează activitatea de pescuit sportiv din România. Înființată în anul 2011, este membră a Confederației Internaționale de Pescuit Sportiv (CIPS). Reprezentantul României la CIPS este AGVPSR.

## Vezi și
- Sportul în România